# Diego de Almagro
Pour les articles homonymes, voir Diego de Almagro (homonymie) et Almagro.
Diego de Almagro (également appelé Diègue d'Almagro en français) est un conquistador espagnol né vers 1475 à Almagro, et mort en 1538 à Cuzco. Il a notamment participé à la conquête de l'empire Inca en association avec Francisco Pizarro, avant d'entrer en conflit avec lui.

## Biographie
Bâtard d'un hidalgo nommé Juan de Monténégro, Almagro aurait été valet à Tolède, avant de partir pour le nouveau monde en 1514. Jusqu'en 1524, il participe à diverses opérations de conquête du Panama ; à cette date, il s'associe avec Francisco Pizarro et Hernando de Luque dans le but de découvrir et de conquérir le Pérou.
Son rôle consiste principalement à pourvoir Pizarro en hommes, en provisions et en bateaux. Almagro s'en va cependant plusieurs fois secourir directement son partenaire en mauvaise position lors de sa première et de sa deuxième expédition.
Après que l'empire Inca eut été découvert, en 1528, il le laisse partir seul en Espagne demander au roi de légitimer leurs futures conquêtes, tout en exigeant pour lui d'importants privilèges. Mais il n'obtient pas complètement satisfaction. La méfiance causée par cet épisode sera probablement une des origines de la future brouille entre les deux hommes.
Almagro laisse Pizarro tenter en premier l'invasion du Pérou, en 1531, et s'occupe de réunir une seconde flotte pour l'appuyer. Ses troupes arrivent cependant trop tard pour profiter du butin acquis par la capture du camp d'Atahualpa, et de la rançon versée pour sa libération, ce qui provoque des mécontentements. Il participe néanmoins à la prise de Cuzco. En chemin, ses hommes ou lui auraient été une des principales causes de la mise à mort de l'Inca.
En 1534, séjournant dans le nord de l’empire inca, Almagro résout le problème posé par l’irruption de Pedro de Alvarado en lui achetant ses troupes. À la même époque, il est nommé par le roi gouverneur d’une grande partie du Pérou. Il existe cependant un litige pour savoir si la ville de Cuzco fait partie ou non de son domaine. Alors que la question menace de dégénérer en conflit ouvert entre lui et Pizarro, Almagro accepte finalement un compromis qui attribue la capitale des Incas à son associé, en échange de son aide matérielle pour sa campagne visant la conquête du Chili.
Mais l’aventure chilienne échoue, et le conquistador se voit obligé de rentrer à Cuzco les mains vides, en 1537. Il décide alors d’occuper la ville, et fait mettre en prison par la même occasion deux des frères de Francisco Pizarro, Hernando, et Gonzalo, qu’il libère cependant peu après.
Almagro perd ensuite une bataille décisive (Bataille de Las Salinas). Mis aux arrêts par son ancien prisonnier Hernando Pizarro, il est exécuté par lui quelques mois plus tard.
Son fils Diego de Almagro le jeune lui succédera à la tête de son « clan » et prendra brièvement le contrôle du Pérou après l’assassinat de Francisco Pizarro. Il finira lui aussi exécuté par l’envoyé du roi Vaca de Castro.